# Volksbank Tailfingen
Die Volksbank Tailfingen eG war eine Genossenschaftsbank mit dem Geschäftsgebiet rund um Albstadt. Die Volksbank Tailfingen eG gehörte dem Baden-Württembergischen Genossenschaftsverband und darüber dem BVR an. Die Bank wurde im heutigen Albstadter Stadtteil Tailfingen gegründet.

## Fusion
Die Volksbank Ebingen eG und die Volksbank Tailfingen eG fusionierten am 13. August 2014 zur Volksbank Albstadt eG.